# Bishovia
Bishovia, rod glavočika iz podtribusa Critoniinae, dio tribusa Eupatorieae.

## Opis
Bishovia je rod višegodišnjih zeljastih biljaka porijeklom su iz Južne Amerike (Bolivija i Argentina). Imaju jednostavne, široke listove i ahenije. Mogu narasti do 0,6 m. visine. 

## Vrste
1. Bishovia boliviensis R.M.King & H.Rob.
2. Bishovia mikaniifolia (B.L.Rob.) R.M.King & H.Rob.